# Le Gouray
Le Gouray [lə guʁɛ] (Gorre en breton) est une ancienne commune française située dans le département des Côtes-d'Armor en région Bretagne, devenue, le 1er janvier 2016, une commune déléguée de la commune nouvelle du Mené.

## Géographie

### Situation
La commune est située à 5 km au nord-est du Le Mené.
| Saint-Glen | Penguily            | Plénée-Jugon |
|            | Le Gouray           |              |
| Le Mené    | Saint-Jacut-du-Mené | Langourla    |

### Cadre géologique

Carte géologique du Massif armoricain.

Le Gouray est situé au sud du massif granitique de Plœuc-Moncontour, dans le domaine centre armoricain, unité géologique du Massif armoricain qui correspond à une structure s'allongeant sensiblement en direction W-E, depuis la baie de Douarnenez jusqu'au bassin de Laval. S'opposant aux bas plateaux littoraux méridionaux et septentrionaux, ce bassin sédimentaire est principalement constitué de schistes briovériens (sédiments détritiques essentiellement silto-gréseux issus de l'érosion du segment occidental de la chaîne cadomienne, accumulés sur plus de 15 000 m d'épaisseur et métamorphisés), formant un socle sur lequel repose en discordance des formations paléozoïques sédimentaires.
La région est constituée d'un pluton qui fait partie du batholite médio-armoricain, chapelet de massifs granitiques mis en place au cours de l'orogenèse varisque le long du Cisaillement Nord-Armoricain et partiellement déformés par lui. Dans le détail, cette mise en place a pu être contrôlée par des structures préexistantes, en particulier des failles WSW-ENE et des failles transverses NNE-SSW (structuration cadomienne). Ce chapelet comprend le leucogranite de Saint-Renan, les massifs composites de Plounéour-Ménez Huelgoat, Bégard-Plouaret, Quintin, Plœuc-Moncontour et Dinan.
Les formations schisto-gréseuses briovériennes sont métamorphisées au contact de ce massif granitique tardi-tectonique, donnant, au fur et à mesure qu'on s'éloigne de l'auréole de métamorphisme, des cornéennes puis des schistes tachetés (taches dues à la présence de nodules de cordiérite). « Ce métamorphisme thermique se manifeste surtout par un développement de la biotite dans les roches de type grauwacke, à une distance de plusieurs centaines de mètres du granite ; la biotite en fines paillettes demeure orientée dans la schistosité et la recristallisation de la roche est très faible. Ce n'est qu'à une centaine de mètres des granites qu'apparaissent les véritables cornéennes avec recuit thermique des mosaïques quartzofeldspathiques, développement non orienté de la biotite, estompage de la schistosité ».

## Toponymie
Le nom de la localité est attesté sous les formes Gorre en 1205, de Guorreio en 1238, de Gorreio en 1256, Parrochia de Goureyo en 1266, Parrochia de Gorray en 1273, Gorroy en 1299, Ecclesia de Gorreiovers 1330, Le Gourrois  en 1433, du Gourray 1452, Gouraiz et Gourrais en 1516.
Le Gouray vient de son nom en breton gorre (hauteur).
Le Gourâ en gallo.

## Histoire

### Le Néolithique
L'occupation humaine sur le territoire de la commune est attestée par la présence d'une allée couverte encore visible (Allée couverte des Meurtiaux) et de trois autres dolmens ou allées couvertes signalées à la fin du XIXe siècle et désormais détruits situés près des lieux-dits de La Motte du Parc, La Ville Herdussan, Les Noës et La Ville-Martel. Le Tertre de Croquelien qui est un chaos granitique naturel a parfois aussi été confondu avec les ruines d'une construction mégalithique.

### Temps modernes
Un aveu de 1690 indique qu'au Gouray se trouvait une « caquinerie », un hôpital où l'on traitait la lèpre.

### Le XXe siècle

#### Les guerres du XXe siècle
Le monument aux Morts porte les noms de 117 soldats morts pour la Patrie :
- 95 sont morts durant la Première Guerre mondiale.
- 20 sont morts durant la Seconde Guerre mondiale.
- 1 est mort durant la Guerre d'Algérie.

## Héraldique
| Blason | Blasonnement : Burelé d'or et de gueules. |

## Politique et administration
Le 23 mars 2015, le projet de création d'une commune nouvelle en remplacement de la Communauté de communes du Mené est approuvé par les conseils municipaux des sept communes concernées. La nouvelle entité baptisée Le Mené doit voir le jour le 1er janvier 2016. L'arrêté préfectoral du 5 octobre 2015 a officiellement créé la nouvelle commune.

### Liste des maires
| Période                                  | Période          | Identité            | Étiquette | Qualité                                                                     |
| ---------------------------------------- | ---------------- | ------------------- | --------- | --------------------------------------------------------------------------- |
| Les données manquantes sont à compléter. |                  |                     |           |                                                                             |
| 1923                                     | ?                | Alexis Duvé         |           |                                                                             |
| Les données manquantes sont à compléter. |                  |                     |           |                                                                             |
| 1945                                     | mai 1953         | Elie Colleu         | Rad.soc.  | Conseiller général de Collinée (1945 → 1951)                                |
| mai 1953                                 | mars 1977        | Pierre Douard       |           | Cultivateur retraité, maire honoraire                                       |
| mars 1977                                | 1985 (démission) | Jean-Claude Coualan | PCF       | Conseiller régional                                                         |
| 1985                                     | mars 1989        | Monique Haméon      | PCF       | Agricultrice Conseillère générale de Collinée (2001 → 2015)                 |
| mars 1989                                | décembre 2015    | Michel Fablet       | PS        | Responsable administratif retraité Président de la CC du Mené (2000 → 2011) |

### Liste des maires délégués
| Période      | Période  | Identité          | Étiquette | Qualité                            |
| ------------ | -------- | ----------------- | --------- | ---------------------------------- |
| janvier 2016 | mai 2020 | Michel Fablet     | PS        | Responsable administratif retraité |
| mai 2020     | En cours | Jean-Michel Donne |           | Enseignant                         |

## Démographie
| 1793  | 1800  | 1806  | 1821  | 1831  | 1836  | 1841  | 1846  | 1851  |
| ----- | ----- | ----- | ----- | ----- | ----- | ----- | ----- | ----- |
| 2 120 | 2 117 | 2 097 | 2 179 | 2 301 | 2 342 | 2 219 | 2 252 | 2 032 |

| 1856  | 1861  | 1866  | 1872  | 1876  | 1881  | 1886  | 1891  | 1896  |
| ----- | ----- | ----- | ----- | ----- | ----- | ----- | ----- | ----- |
| 1 940 | 2 012 | 1 942 | 1 942 | 2 033 | 1 993 | 2 015 | 1 954 | 1 965 |

| 1901  | 1906  | 1911  | 1921  | 1926  | 1931  | 1936  | 1946  | 1954  |
| ----- | ----- | ----- | ----- | ----- | ----- | ----- | ----- | ----- |
| 1 906 | 1 784 | 1 740 | 1 626 | 1 558 | 1 433 | 1 346 | 1 237 | 1 143 |

| 1962  | 1968  | 1975 | 1982 | 1990 | 1999 | 2005  | 2010  | 2013  |
| ----- | ----- | ---- | ---- | ---- | ---- | ----- | ----- | ----- |
| 1 108 | 1 068 | 988  | 932  | 944  | 939  | 1 056 | 1 219 | 1 263 |

## Distinctions culturelles
Le Gouray fait partie des communes ayant reçu l’étoile verte espérantiste, distinction remise aux maires de communes recensant des locuteurs de la langue construite espéranto.

## Lieux et monuments
- Allée couverte des Meurtiaux

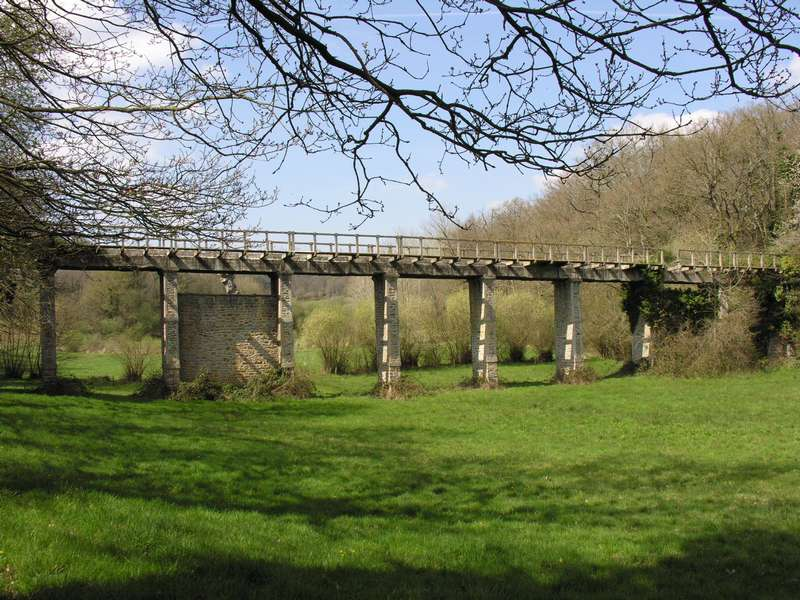
Le pont des Planchettes.

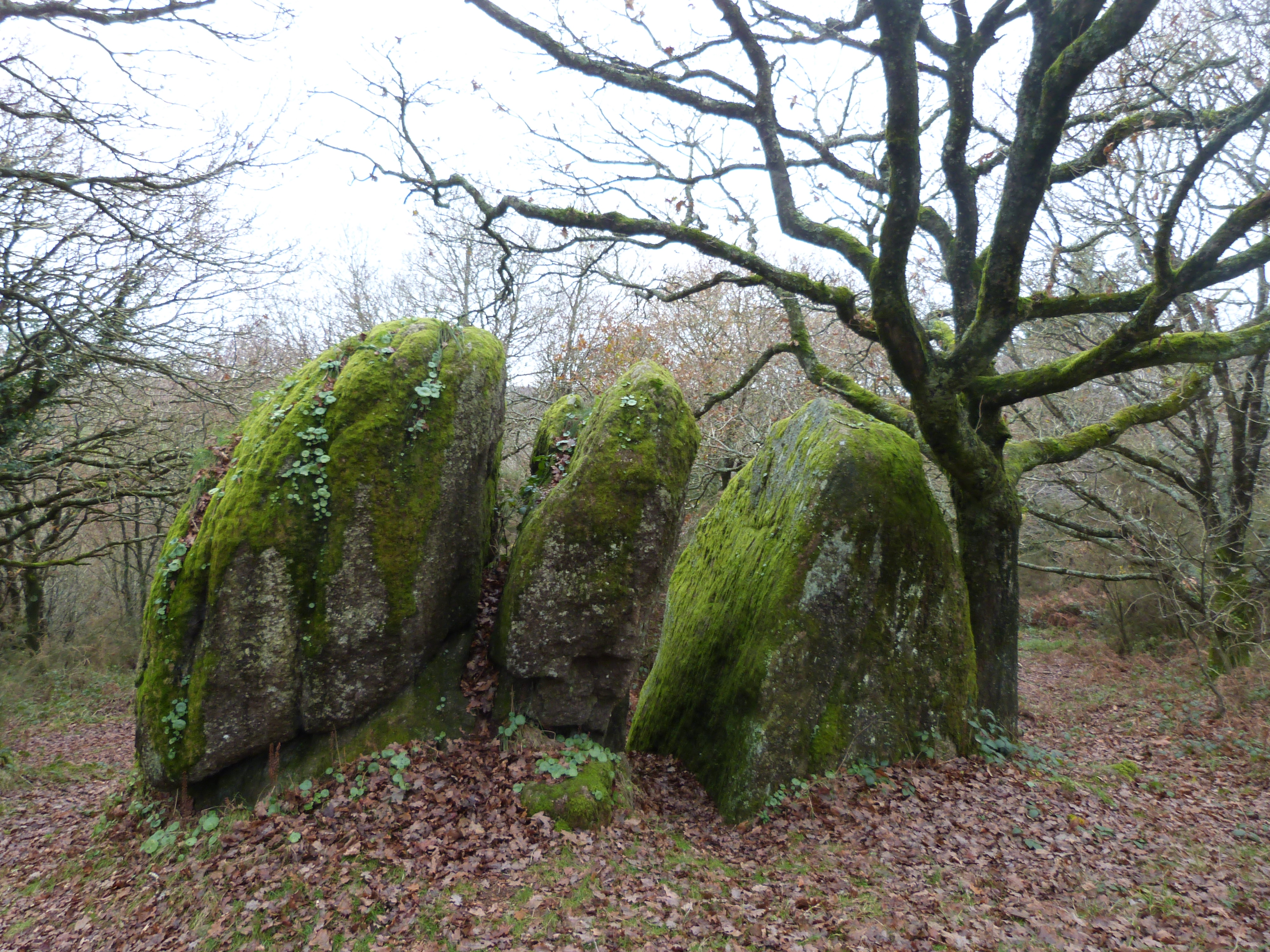
Portefeuille de Margot dans le chaos granitique du mont Croquelien.

- Le pont des Planchettes construit vers 1925 servait au passage du chemin de fer secondaire à voie métrique de la ligne Collinée - Dinan des chemins de fer des Côtes-du-Nord, appelé localement le Petit train,  qui a fonctionné de 1926 à 1937.
- Mont de Croquelien, à l'ouest du Gouray. Les blocs de ce chaos granitique, sculptés par les agents météoriques selon des systèmes de diaclases, donnent des formes qui ont fécondé l'imaginaire populaire, d'où leurs microtoponymes locaux : le parapluie, la baignoire, le fauteuil ou le portefeuille de Margot (nom générique de certaines fées terrestres). L'auge de leurs bœufs, leur « église » (pierre posée sur une autre, formant un début d'arcade) ou la pierre tremblantee, le berceau de leurs enfants, sont autant de noms évocateurs qui ont peuplé l'imagination de tous les habitants du Mené (les « menauds ») grâce aux légendes collectées à la fin du XIXe siècle par Paul Sébillot[18].
- Château de la Motte-Basse.
- Église Saint-Étienne.

## Personnalités liées à la commune
- Alexis Duvé, maire du Gouray de 1923 à ...
- famille Le Mintier de la Motte Basse.
- Pierre Perret, député de la Constituante en 1848, maire du Gouray, conseiller général.